# Vincent Wigglesworth

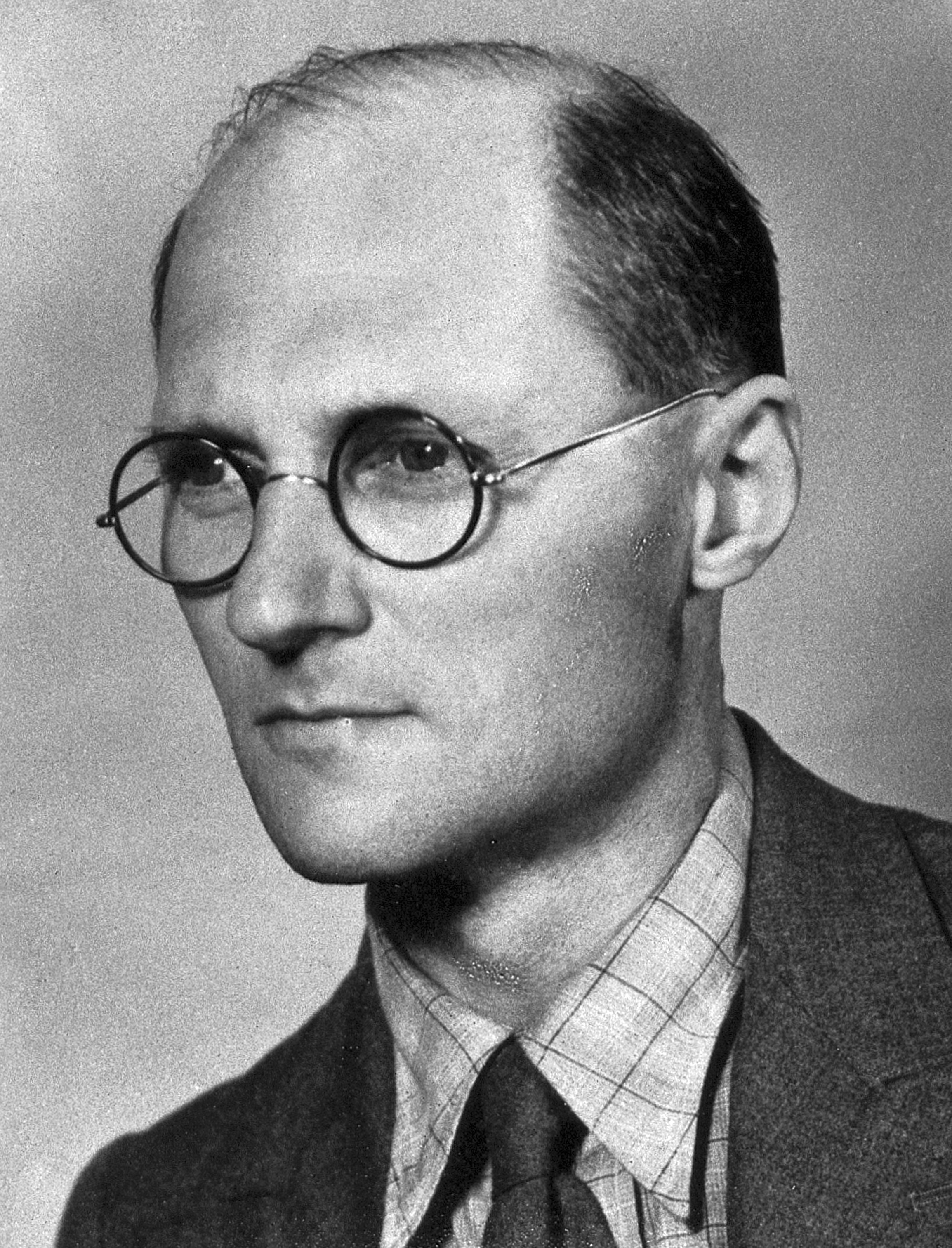
Vincent Wigglesworth

Sir Vincent Brian Wigglesworth  (* 17. April 1899 in Kirkham, Lancashire; † 11. Februar 1994 in Cambridge) war ein britischer Entomologe. Er gilt als einer der Begründer der Insekten-Physiologie.

## Leben
Wigglesworth studierte Medizin an der Universität Cambridge (Gonville and Caius College) und am St. Thomas Hospital in London, unterbrochen vom Dienst bei der Artillerie im Ersten Weltkrieg. Schon während des Studiums befasste er sich mit der Physiologie von Insekten als Studienobjekt der Medizin (genauer Exkretion von Küchenschaben). Nach dem Studium war er 1926 bis 1945 Lecturer für medizinische Entomologie an der London School of Hygiene and Tropical Medicine. Der Professor P. A. Buxton versprach sich von einem Studium der Physiologie medizinisch relevanter Insekten Fortschritte in der Bekämpfung und schuf dafür eine neue Dozentur, die er mit Wigglesworth besetzte. 1936 bis 1944 war er Reader in Entomologie an der Universität London und 1945 bis 1952 in Cambridge, als er dort Quick Professor für Biologie wurde. 1967 wurde er emeritiert. Ab  1943 war er Direktor der Forschungsgruppe Insektenphysiologie des Agricultural Research Council in Cambridge.

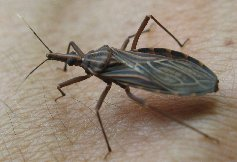
Rhodnius prolixus, das Versuchstier von Wigglesworth

## Werk
Wigglesworth entdeckte die Mechanismen der hormonellen Steuerung der Metamorphose von Insekten. Als Versuchstier diente ihm die südamerikanische blutsaugende Wanzenart Rhodnius prolixus (Triatominae), Überträger der Chagas-Krankheit. Bei seinen Forschungen kamen ihm seine gute Ausbildung als Histologe zugute. Er fand ein Wachstumshormon (Prothorakotropes Hormon, PTTH), das von Nervenzellen produziert wurde, und das in den Corpora allata produzierte Juvenilhormon, das die Entwicklung zum Erwachsenen-Stadium hemmte. Durch Manipulation der Hormonausschüttung konnte er das Entwicklungsstadium der Insekten kontrollieren. Er untersuchte auch die Rolle verschiedener Insektenenzyme und den Mechanismus des Schlüpfens von Insekten aus dem Ei. Seine ab den 1930er Jahren erschienenen Bücher über Insektenphysiologie waren Standardwerke. Von ihm stammen über 300 wissenschaftliche Abhandlungen, wobei er meist allein arbeitete. Er hatte aber zahlreiche Schüler an seinem Institut.

## Ehrungen
1964 wurde er als Knight Bachelor geadelt und 1951 als Commander des Order of the British Empire ausgezeichnet. 1966/67 war er Präsident der Association of Applied Biologists. 1939 wurde er Fellow der Royal Society. 1955 erhielt er die Royal Medal. 1948 hielt er die Croonian Lecture. 1960 wurde er zum Mitglied der Deutschen Akademie der Naturforscher Leopoldina gewählt. Ebenfalls 1960 wurde er in die American Academy of Arts and Sciences gewählt, 1971 in die National Academy of Sciences und 1982 in die American Philosophical Society.

## Privates
1928 heiratete er Katherine Semple (gestorben 1986), eine Kinderbuch-Illustratorin, mit der er drei Söhne und eine Tochter hatte.

## Schriften
- The physiology of ecdysis in Rhodnius prolixus (Hemiptera). II Factors controlling moulting and metamorphosis, Quart. J. Microsc. Sci. 77, 1934, S. 191–223
- Insect Physiology 1934, 6. Auflage Methuen 1966
- Principles of Insect Physiology 1939, 7. Auflage Chapman and Hall 1972
- Insect Hormones, Freeman 1970
- Insects and the life of man : collected essays on pure science and applied biology, Chapman and Hall, Wiley 1976
- The physiology of insect metamorphosis, Cambridge University Press 1954
- The life of insects, Cleveland, World Pub. Co 1964
  - Deutsche Übersetzung: Das Leben der Insekten, Edition Rencontre Lausanne 1971
- The control of growth and form; a study of the epidermal cell in an insect, Cornell University Press 1959

## Einzelnachweis
1. ↑  Mitgliedseintrag von Sir Vincent Brian Wigglesworth bei der Deutschen Akademie der Naturforscher Leopoldina, abgerufen am 31. Januar 2023.

| Personendaten    | Personendaten                                    |
| ---------------- | ------------------------------------------------ |
| NAME             | Wigglesworth, Vincent                            |
| ALTERNATIVNAMEN  | Wigglesworth, Vincent Brian (vollständiger Name) |
| KURZBESCHREIBUNG | britischer Entomologe                            |
| GEBURTSDATUM     | 17. April 1899                                   |
| GEBURTSORT       | Kirkham                                          |
| STERBEDATUM      | 11. Februar 1994                                 |
| STERBEORT        | Cambridge                                        |